# Pontinha e Famões
Pontinha e Famões (oficialmente: União das Freguesias de Pontinha e Famões) é uma freguesia portuguesa do município de Odivelas, com 9,22 km² de área e 35 111 habitantes (censo de 2021). A sua densidade populacional é 3 808,1 hab./km².

## História
Foi criada aquando da reorganização administrativa de 2012/2013, resultando da agregação das antigas freguesias de Pontinha e Famões.

## Demografia
A população registada nos censos foi:
| Distribuição da População por Grupos Etários | Distribuição da População por Grupos Etários | Distribuição da População por Grupos Etários | Distribuição da População por Grupos Etários | Distribuição da População por Grupos Etários | Distribuição da População por Grupos Etários |
| -------------------------------------------- | -------------------------------------------- | -------------------------------------------- | -------------------------------------------- | -------------------------------------------- | -------------------------------------------- |
| Antes da agregação                           |                                              |                                              |                                              |                                              |                                              |
| Ano                                          | 0-14 anos                                    | 15-24 anos                                   | 25-64 anos                                   | >= 65 anos                                   | Total                                        |
| 2001                                         | 5161                                         | 5084                                         | 18717                                        | 4069                                         | 33031                                        |
| 2011                                         | 5117                                         | 3962                                         | 19331                                        | 5726                                         | 34136                                        |
| Após a agregação                             |                                              |                                              |                                              |                                              |                                              |
| Ano                                          | 0-14 anos                                    | 15-24 anos                                   | 25-64 anos                                   | >= 65 anos                                   | Total                                        |
| 2021                                         | 5071                                         | 3665                                         | 18808                                        | 7567                                         | 35111                                        |

## Património
- Imóvel conhecido como "Velho Mirante"
- Núcleo Museológico do Moinho da Laureana
- Jardim Botânico de Famões